# Rezi Elek
Rezi Elek (Székelykeresztúr, 1954. november 22. –) erdélyi magyar unitárius lelkész, teológiai egyetemi tanár, egyházi szakíró.

## Életpályája
Székelykeresztúron, szentábrahámi (Hargita megye) lakosként született. Szülőfaluja elemi iskolájának elvégzése után a Székelykeresztúri Elméleti Líceumban folytatta tanulmányait 1969 és 1973 között.
Egyetemi tanulmányait a Kolozsvári Protestáns Teológiai Intézet Unitárius Karán 1974-ben kezdte meg, 1978-ban lelkészi oklevelet szerzett.
Peregrinációs útjai: 1985-ben a Unitarian College Manchester (Manchester, Egyesült Királyság – Sharp Hungarian Scholarship, kutatói ösztöndíj), 1994-ben a Harris Manchester College Oxford (Oxford, Egyesült Királyság).

### Oktatói tevékenysége
- 1986. szeptember 1-től a Kolozsvári Protestáns Teológiai Intézet unitárius rendszeres teológiai tanszékén gyakornok, majd tanársegéd, adjunktus, docens, 2014-től egyetemi tanár.
- 1990-ben doktori fokozatot szerzett az Egyetemi Fokú Egységes Protestáns Teológiai Intézetben, Kolozsváron. Disszertációjának címe: „Az erdélyi unitárius teológia a 19. század második és a 20. század első felében, különös tekintettel Ferencz József unitárius püspök munkásságára.”
- 2012-ben a Debreceni Református Hittudományi Egyetemen habilitált,[1] az egyetem Doktori Iskolájának társ-témavezetője. A Magyarországi Országos Doktori Tanács tagja.
- 2006-2010, 2010-2012, 2012-2016 között a Kolozsvári Protestáns Teológiai Intézet rektora.[2] Rektori szolgálatának fontos megvalósításai közé tartoznak az egyetem jogi helyzetének rendezése, intézményi és programjainak (alap- és magiszteri képzés) állami akkreditáltatása, amelyeknek következtében az intézet törvényes keretek között bekerült az országos egyetemi oktatási rendszerbe.
- A Kolozsvári Protestáns Teológiai Intézet rektorhelyettese 2016-2020 között.
- Az unitárius szakirány dékánja, a Magyar Unitárius Egyház megbízása alapján, több éven át.
- A Nemzetközi Unitárius Univerzalista Tanács (International Council of Unitarians and Universalists – ICUU) felkérésére több alkalommal is részt vett a nemzetközi vallásos és felekezetközi vezetőképzők (Leadership Training) szervezésében és irányításában.

### Kutatási területe
Korunk teológiai, etikai, vallásfilozófiai és társadalometikai kérdéseire igyekszik keresztény válaszokat adni. A fontosabb témakörök közül: a vallásszabadság és türelem, a családi élet a változó társadalmi élettérben, az ökológiai válság kihívásai és leküzdési lehetőségeink, az unitárius kátéirodalom, időszerű bioetikai problémák, a moralitás aspektusai, természettudomány és teológia viszonya, a globalizáció egyéni és közösségi vetületei, a világvallások közötti párbeszéd, napjaink társadalometikai problémái. Kutató munkáinak eredményeit konferenciákon, tudományos értekezleteken, előadásokban, publikációkban közölte.

### Egyházi munkássága
- 1978-1980-ban a kolozsvári belvárosi unitárius egyházközség gyakorló segédlelkésze
- 1980-1986 között a bágyoni (Aranyosszék) unitárius egyházközség megválasztott lelkésze
- 1990-ben a kolozsvár-monostori unitárius egyházközség megbízott lelkésze
- 1996-2002, 2002-2008 a Magyar Unitárius Egyház főjegyzője, püspökhelyettese
- 1986-tól a Magyar Unitárius Egyház Zsinatának, Főtanácsának és Egyházi Képviselő Tanácsának, 2008-tól a Teológiai és Szakképesítési Bizottságának a tagja
- 2019-től a Magyar Unitárius Egyház által koordinált Vallásszabadság Egyesület tagja

### Szerkesztői tevékenysége
- 1990-1996: az újrainduló Unitárius Közlöny szerkesztője
- 1997-2008: az Unitárius Közlöny főszerkesztője
- 1986-tól a Keresztény Magvető, 2010-től a Studia Doctorum Theologiae Protestantis szakfolyóiratok szerkesztőségi bizottságainak tagja
- 1997-2008: főjegyzői minőségében szerkesztette az Erdélyi Unitárius Egyház Zsinatának, Főtanácsának és Egyházi Képviselő Tanácsának jegyzőkönyveit

## Fontosabb publikációi

### Könyvek
- Megújulás. Visszatekintés tíz éves rektori szolgálatomra a Kolozsvári Protestáns Teológiai Intézetben. Kolozsvári Protestáns Teológiai Intézet, 263. o. (2017). ISBN 9786069349878

- Hit és cselekedet, Unitárius keresztény társadalometikai tanulmányok. Kolozsvári Protestáns Teológiai Intézet, 277. o. (2013). ISBN 9789738879997

- Hit és tudás. Az erdélyi unitárius akadémiták (1949–2009) vallási, teológiai, egyházi, társadalmi, kulturális recepciójának és integrációjának értékelése, kontextuális teológiai szempontból. Erdélyi Unitárius Egyház, 382. o. (2011). ISBN 9786069291009

- „Az Úr, a mi Istenünk, egy Úr”. Bevezetés az unitárius vallás és teológia világába. Kolozsvári Egyetemi Nyomda, 319. o. (2009). ISBN 9789736108843

- Hisszük és valljuk! Az Erdélyi Unitárius Egyház Kátéjának magyarázata. Kolozsvári Protestáns Teológiai Intézet, 320. o. (2009). ISBN 9789738879935

- Unitárius erkölcstan. Erdélyi Unitárius Egyház, 262. o. (2008). ISBN 9789738749443

- Teológia és népszolgálat. Ferencz József unitárius püspök teológiai munkássága. Erdélyi Unitárius Egyház, 226. o. (2007). ISBN 9789738749429

- Felelősségünk a ránk bízott életért. Erdélyi Unitárius Egyház, 191. o. (2005). ISBN 9739925499

- Válaszd az életet! Unitárius erkölcstani tanulmányok. Erdélyi Unitárius Egyház, 97. o. (1999)

- Unitárius Hit- és Erkölcstan (Tankönyv). Erdélyi Unitárius Egyház, 70. o. (1992)

### Tanulmányok
- (2023) „Sztankóczy Zoltán élete, egyházszolgálata, teológiai munkássága és szellemi öröksége”. Keresztény Magvető 129 (3), 283. o.
- (2022) „A mellékvágányra kényszerített tanári életpálya. Lőrinczi Mihály élete és egyházszolgálata”. Keresztény Magvető 128 (1), 42-57. o.
- (2020) „Adatok a magyar protestáns Baldácsy Alapítvány történetéhez”. Studia Doctorum Theologiae Protestantis 11, 127-144. o.
- (2019) „A globalizáció kihívásai - keresztény társadalometikai válaszok”. Református Szemle 112 (5), 537-550. o.
- (2018) „A Ferencz József-féle Unitárius Káté átdolgozásai és kiadásai”. Keresztény Magvető 124 (4), 500-518. o.
- (2013) „"Adj nekem fiakat! Talán Isten vagyok én?" A mesterséges megtermékenyítés erkölcsi teológiai értékelése”. Studia Doctorum Theologiae Protestantis (4), 187-197. o.
- (2012) „A morális érvelés alternatíváinak összefüggései és különbözőségei napjainkban”. Studia Doctorum Theologiae Protestantis (3), 295-307. o.
- (2012) „A tömegkommunikáció, a média hatásának erkölcsi dilemmái”. Református Szemle 105 (4), 580-588. o.
- (2010) „Az új kijelentés eszköze. Unitárius reflexió a kereszténység és a világvallások közötti párbeszédről”. Keresztény Magvető 116, 5-21. o.
- “Tudni a jót még életünkben”, Észrevételek Szabédi László unitárius kötödéséhez, in Dávid Gyula, szerk., Gondolat-kísérletek Szabédi László életművében, (Kolozsvár: Kiadja: Erdélyi Magyar Közművelődési Egyesület és a Közép–Erdélyi Magyar Művelődési Intézet, 2010), 57-83. (0-2). Teológiai konferencia. Kolozsvár, 2010.05.7-9.
- Contribution of the Transylvanian Unitarianism to the European Culture. The 500th Anniversary  of the birth of Dávid Ferenc, – the Founder of the Transylvanian Unitarian Church, Faith and Freedom (The Journal of Progressive Religion),Volume 64. Part I. Spring–Summer 2011. Number 172. pp. 34–43. (ISNN 0014-701X)
- The Influence of Michael Servestus on Francis Dávid and the beginnings of Transylvania Unitarianism, in Clifford M. Reed, edit., A Martyr Soul Remembered Commemorating the 450th Anniversary of the Death of Mikael Servetus, (Prague: International Council of Unitarians and Universalists (ICUU), 2004), 23–40. International Theological Conference. Geneva, 24th–26th October, 2004
- Transylvanian Unitarian Theology at the Dawn of the New Century, in Andrew M. Hill-Jill K. McAllister-Clifford M. Reed., edit., Global Conversation, Unitarian Universalism at the Dawn of the 21st Century, (Prague: International Council of Unitarians and Universalists (ICUU), 2002), 59–71. International Theological Conference. June 25–30, 2001. Oxford.
- Ferencz József püspök teológiájának szerepe az erdélyi unitárius egyház első világháború utáni újjászervezésében, in Andrási György, szerk., Lakiteleki Unitárius Emléknapok, (Kolozsvár: Kiadja az Unitárius Egyház, 1999), 15–21. Teológiai konferencia. Lakitelek. 1999. 09. 17.
- Balázs Ferenc teológiája, in Dáné Tibor Kálmán, szerk., Balázs Ferenc Emlékkönyv, (Kolozsvár: Erdélyi Magyar Közművelődési Egyesület, EMKE, 1997), 9–15. Teológiai konferencia. Kolozsvár, 1997. 05. 31.

Több mint száz tanulmánya, cikke, tudománynépszerűsítő írása jelent meg külföldi és hazai szakfolyóiratokban, gyűjteményes kötetekben. Összeállítás a Teológia honlapján, saját összeállítása.

## Díjai, elismerései
2018. Magyar Érdemrend Tisztikeresztje (Magyarország Köztársasági Elnöke) „A Kolozsvári Protestáns Teológiai Intézet fenntartása, fejlesztése érdekében végzett munkája elismeréseként.”